# Whangamomona
Whangamomona è una cittadina della Nuova Zelanda nel Distretto di Stratford.

## Storia
I primi coloni arrivarono nel 1895 ma la città fu fondata dopo circa due anni. La crescita della città fu seriamente influenzata dalla perdita di 51 uomini durante la prima guerra mondiale e per un'alluvione nel 1924. La città si riprese con l'arrivo della ferrovia nel 1933 e l'elettrificazione nel 1959. Ciononostante la città ricadde in declino e la scuola chiuse nel 1979, l'ufficio postale 9 anni dopo.

## Republic Day
Nel 1989 vennero ridisegnati i confini regionali, con la scusa della connessione alla rete idrica nazionale. Questi nuovi confini vedevano Whangamomona fare parte della regione di Manawatu-Wanganui. I residenti non concordavano, perché volevano continuare a fare parte della regione di Taranaki soprattutto per motivi legati alla rivalità tra le rispettive squadre di rugby regionali, e il 1º novembre 1989, risposero dichiarandosi indipendenti. La città continua a celebrare il Republic Day annualmente e contestualmente elegge democraticamente il presidente.